# A1 (míssil)

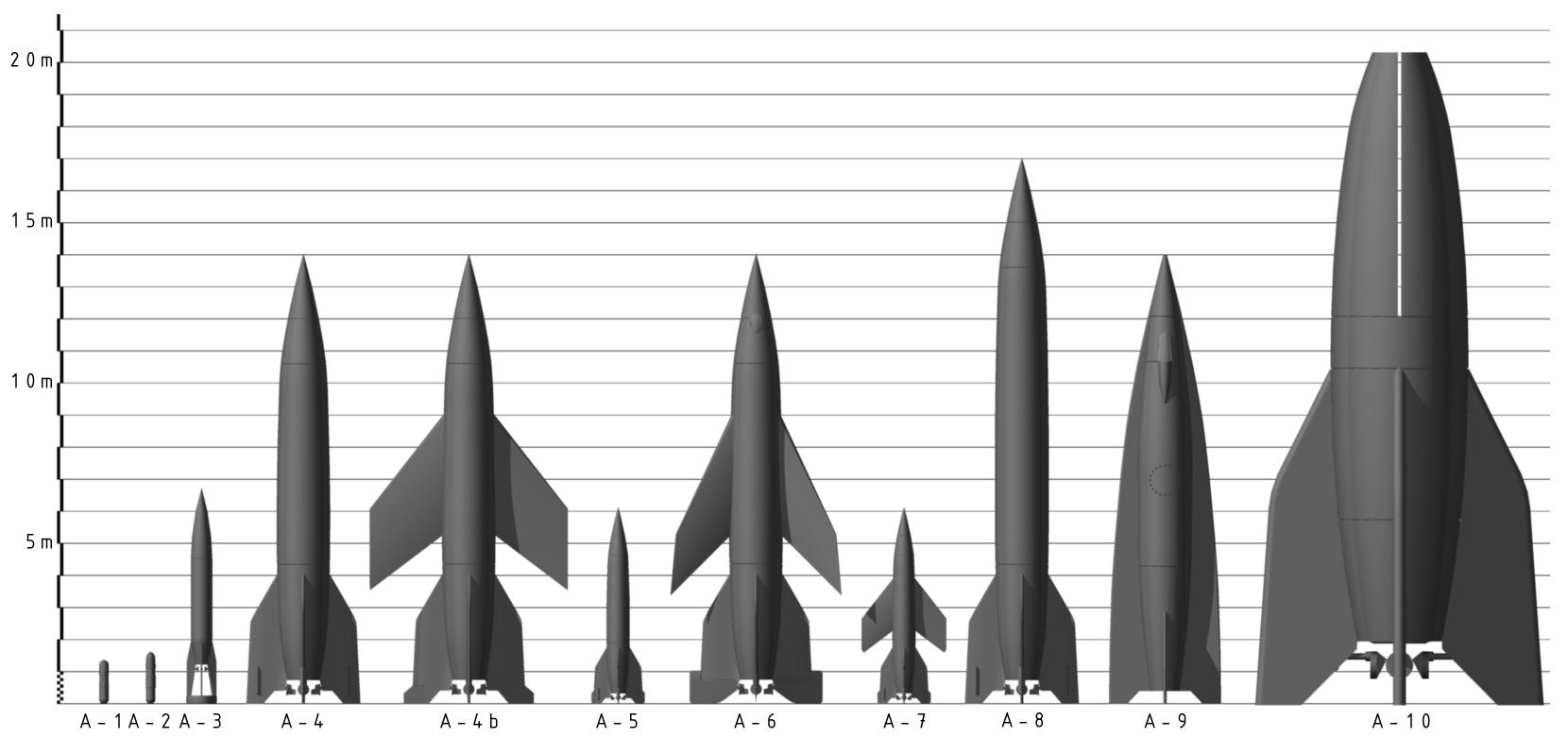
Família dos foguetes A.

Agregado-1, em alemão: Aggregat-1, literalmente Agregado-1, ou simplesmente Montagem-1, foi a designação de um projeto de foguete que teve seu desenho iniciado em junho de 1933 e concluído em Setembro/Outubro daquele mesmo ano (com a publicação de uma tese de Wernher von Braun).
O projeto foi desenvolvido por um grupo de cientistas entre os quais Arthur Rudolph, Walter Riedel, além do próprio von Braun, liderados por Walter Dornberger no centro de pesquisas de Kummersdorf. Este é considerado por muitos como o primeiro passo importante na criação de um programa militar de mísseis na Alemanha Nazista.

## Características
A documentação encontrada sobre o A-1, é desencontrada e controversa, mas as características regularmente aceitas são as seguintes:
O projeto baseava-se no já testado motor de foguete de 300 kgf de empuxo projetado por Arthur Rudolph disponível na época, e introduzia um novo processo de estabilização por rotação, inspirado em técnicas da artilharia. Porém, como um foguete de combustível líquido (oxigênio líquido e álcool) estava impossibilitado de girar ao redor de seu eixo devido às forças que o movimento de rotação imprimiria aos propelentes nos tanques e dutos, Dornberger sugeriu a instalação de um giroscópio na ponta do foguete, que deveria manter o veículo constantemente na direção correta. 
- Altura: 1,4 a 1,6 m
- Diâmetro: 30,5 cm
- Massa: 150 kg (na decolagem)

Apesar de o motor ter sido testado algumas vezes com sucesso, as tentativas de teste em voo em 1934, não obtiveram sucesso, e este projeto foi abandonado em favor do A2 cujo projeto já estava em andamento no início de 1934.

## Imagens
- Visão esquemática do Aggregat-1
- Diagrama do Aggregat-1
- Vários formatos de câmara de combustão e um teste estático